# Iko Nõmm
Iko Nõmm (* 1977 in Tallinn) ist ein estnischer Jurist. Er ist Richter am Gericht der Europäischen Union.

## Leben und Wirken
Nõmm studierte Rechtswissenschaften an der Universität Tartu, wo er 2001 seinen Abschluss machte und 2007 den Titel Master of Laws erwarb. Bereits 2001 war er als Rechtsreferent am Berufungsgericht Tallinn in den Justizdienst von Estland eingetreten. Von 2002 bis 2007 war er Gerichtsreferendar, dann Richter am Gericht erster Instanz Harju, 2007 wechselte er an das Berufungsgericht Tallinn. 2013 wurde er von der Universität Tartu zum Dr. iur. promoviert. 2015 wurde er zum Richter auf Probe am Riigikohus, dem obersten ordentlichen Gericht Estlands, ernannt. Von 2017 bis 2018 war er als abgeordneter nationaler Richter beim Gerichtshof der Europäischen Union tätig.
Neben seiner richterlichen Tätigkeit engagierte sich Nõmm in der Lehre, indem er etwa von 2014 bis 2019 an der Universität Tartu und von 2015 bis 2019 in der Fortbildungsabteilung des Riigikohus und an der estnischen Anwaltskammer unterrichtete.
Am 26. September 2019 wurde Nõmm zum Richter am Gericht der Europäischen Union ernannt.